# Michel Bur
Michel Bur (* 30. August 1933 in Arc-lès-Gray) ist ein französischer Mediävist.

## Biografie
1958 erhielt er seine Agrégation, 1963–1967 war er Assistent an der Universität Lille III, 1967–1970 maître-assistant. 1974 promovierte er zum docteur ès Lettres, die er 1977 unter dem Titel La formation du comté de Champagne (v. 950–v. 1150) publizierte. 
Michel Bur ist sowohl Historiker als auch Archäologe. Sein Arbeitsgebiet sind vor allem die mittelalterliche Champagne und die befestigten Siedlungen im Osten Frankreichs. Als Archäologe leitete er ab 1968 bis 1980 die Ausgrabungen in Vanault-le-Châtel, 1984 bis 1992 die in der Burg von Épinal. Als Historiker schrieb er eine Biografie des Abtes Suger. Zudem ist er der Herausgeber der Dokumente der Grafen von Champagne, insbesondere der des Grafen Heinrich I. 1983 gründete er das Laboratoire d’archéologie médiévale in Nancy, das er bis zu seiner Pensionierung 1999 leitete.
Michel Bur ist seit 2005 Mitglied der Académie des Inscriptions et Belles-Lettres und emeritierter Professor der Universität Nancy II.

## Schriften (Auswahl)
- als Herausgeber: Inventaire des sites non monumentaux de Champagne. 4 Bände. ARERS, Reims 1972–1997, ZDB-ID 437321-2.
- La formation du comté de Champagne. v. 950–v. 1150 (= Annales de l’Est. Mémoires. 54, ZDB-ID 203552-2). Université de Nancy II, Nancy 1977, (Nancy, Université de Nancy II, Thèse de doctorat, 1974).
- als Herausgeber: Chronique ou livre de fondation du monastère de Mouzon. = Chronicon Mosomense seu Liber fundationis monasterii sanctae Mariae O.S.B. apud Mosomum in dioecesi Remensi. Éditions du Centre national de la recherche scientifique, Paris 1989, ISBN 2-222-04160-0.
- Suger. Abbé de Saint-Denis. Régent de France. Perrin, Paris 1991, ISBN 2-262-00791-8.
- Le château (= Typologie des sources du Moyen Âge occidental. 79). Brepols, Turnhout 1999, ISBN 2-503-50897-9.
- Le château d’Épinal. XIIIe–XVIIe siècle. Comité des Travaux historiques et scientifiques, Paris 2002, ISBN 2-7355-0500-6.